# Carles II de Borbó (arquebisbe de Rouen)
Carles II de Borbó (Gandelus-en-Brie, 19 d'agost de 1562 - abadia de Saint-Germain-des-Prés, 30 de juliol de 1594), cardenal de Vendôme i de Borbó, era un príncep de sang de la casa de Borbó. Amb l'arribada del seu cosí el rei protestant Enric IV (1589), va despertar l'esperança dels catòlics hostils a la Lliga i va ser candidat a la corona de França.

## Biografia
Va néixer el 19 d'agost de 1562 a Gandelus-en-Brie, fill de Lluís I de Borbó-Condé, príncep de Condé i duc d'Enghien, i d'Elionor de Roye. Era nebot del cardenal Carles de Borbó.
No va rebre l'ordenació. Elegit arquebisbe coadjutor de Rouen amb dret de successió l'1 d'agost de 1582, no va rebre tampoc la consagració episcopal.
Va ser creat cardenal diaca al consistori del 12 de desembre de 1583; però no rep el galero vermell ni el títol cardenalici. Era conegut sota el nom de Cardenal Vendôme (que és el nom de la branca de la família de Borbó del qual prové).
Va ser assessor del rei Enric III. No participà en el conclave de 1585, que elegí el Papa Sixt V.
Va ser administrador apostòlic de la diòcesi de Bayeux de 1586 a 1590. El 1589 va ser nomenat abat de Saint-Denis.
Durant els esdeveniments de la Lliga, va triar, a diferència dels seus germans, a seguir el seu oncle, el cardenal de Borbó, en la seva acció contra els protestants. No va ser molt favorable al Guisa i, segons l'historiador De Thou, hauria estat utilitzat per Enric III per trencar la influència que els de Lorena tenien sobre l'antic cardenal. El 1588, participà en els  estats generals de Blois.
Assegurà la direcció del govern que va romandre a Tours durant la vacant del tron després de la mort d'Enric III. Reconegué a Enric IV com a rei i temporalment es convertí en Guardià dels Segells davant el rei que temia que l'ambició del seu cosí jove no els llevés. A la mort del seu oncle, l'arquebisbe de Rouen el 9 de maig de 1590, el capítol de la catedral es negà a reconèixer-lo. Només l'acceptaren després del setge que Enric IV feu a la ciutat.
Convertit en cardenal de Borbó a la mort del seu oncle, es va proposar com a candidat al tron de França i va formar el tercer en el qual es van reunir molts catòlics nobles insatisfets de no veure convertir a Enric IV al catolicisme. L'interès polític en la persona del cardenal el 1593 va ser un dels factors que va impulsar a Enric IV a convertir-se.
A la mort del seu oncle, que va rebre la comenda de les abadies de Saint-Denis, Saint-Germain-des-Prés, Saint-Ouen de Rouen, Jumièges, Bourgueil, Sainte-Catherine de Rouen i d'Ourscamp.
No participà en els conclaves de 1590, que elegiren a Urbà VII, li després a Gregori XIV, de 1591, que elegí a Innocenci IX, ni al de 1592 per Climent VIII.
Va morir el 30 de juliol de 1594 d'hidropesia a l'abadia de Saint-Germain-des-Prés. Està enterrat a l'església de la Cartoixa de Nostra Senyora de la Bona Esperança, prop de Gaillon.

## Heràldica

Les armes del cardenal Carles de Borbó són:

Un camp d'atzur, amb tres flors de lis, amb banda de gules

Com a timbre té un capel cardenalici.